# Du Barry, Woman of Passion
Du Barry, Woman of Passion és una pel·lícula precodi produïda per la Joseph M. Schenck. Dirigida per Sam Taylor, va ser protagonitzada per Norma Talmadge, la seva darrera aparició cinematogràfica, William Farnum, el seu debut en el cinema sonor, i Conrad Nagel. Basada en la peça teatral titulada “Du Barry” de David Belasco, adaptada per Sam Taylor, es va estrenar l’onze d’octubre de 1930.

## Argument
Jeannette Vaubernier, una botiguera impulsiva que es dirigeix a lliurar un barret, somia amb el luxe i la posició social mentre camina pel bosc. Atreta per un estany d'aigua, es desvesteix i s'hi enfonsa. Cosse de Brissac, un atractiu soldat de la Guàrdia del Rei, la rescata i s'enamoren. Mentrestant, Jean Du Barry, un roué astut, la copsa a la botiga de roba i l'enganya perquè s'allotgi a La Gourda, on aviat es converteix en la preferida entre els homes. Lluís XV la descobreix a l'òpera i concerta una trobada; i just quan està a punt de fugir amb el jove Brissac, el rei li ofereix tot el que desitja. És admesa a la cort, on s'acorda el seu matrimoni amb Du Barry. Ella diu que encara estima Brissac però el rei la renya per la seva falta de gratitud. El Pacte de la fam obliga el poble a pagar alts preus pel gra, provocant una revolta. Mentrestant, el rei ordena un banquet fastuós en honor de Jeannette. Brissac, al capdavant de la turba, busca venjar-se del rei, però és capturat i condemnat a mort. Just abans que es dongui l'ordre de disparar, Jeannette obre les portes i la gent assalta el palau. Com a resultat, Jeannette és portada a la presó amb el crit, "La guillotina per a Du Barry"; i encara que Brissac suplica per la seva vida, els revolucionaris no cedeixen. Reafirmant el seu amor mutu, Brissac renuncia a la causa revolucionària i es disposa a morir amb ella.

## Repartiment
- Norma Talmadge (Marie-Jeanne du Barry)
- William Farnum (Lluís XV de França)
- Conrad Nagel (Cosse de Brissac)
- Hobart Bosworth (Duc de Brissac)
- Ullrich Haupt (Jean Du Barry)
- Alison Skipworth (La Gourdan)
- E. Allyn Warren (Denys)
- Edgar Norton (Renal)
- Edwin Maxwell (Maupeou)
- Henry Kolker (D'Aiguillon)
- Oscar Apfel
- Eugenie Besserer (Rosalie/matrona a la presó)
- Earle Browne (director d’escena)
- Knute Erickson (carceller)
- Tom Ricketts (ajuda del rei)
- Cissy Fitzgerald (rol menor)
- Lucille La Verne (rol menor)
- Tom Santschi (rol menor)
- Michael Visaroff (rol menor)
- Clark Gable (extra)